# Grêmio Esportivo Mauaense
Il Grêmio Esportivo Mauaense, noto anche semplicemente come Mauaense, è una società calcistica brasiliana con sede nella città di Mauá, nello stato di San Paolo.

## Storia
Il club è stato fondato il 15 dicembre 1981. Ha vinto il Campeonato Paulista Série A3 nel 1985, e il Campeonato Paulista Segunda Divisão nel 2003.

## Palmarès

### Competizioni statali
- Campeonato Paulista Série A3: 1

1985
- Campeonato Paulista Segunda Divisão: 1

2003